# Sinanica (schronisko)
Sinanica (bułg. Синаница) – schronisko turystyczne w Bułgarii położone w paśmie górskim Piryn na wysokości 2185 m n.p.m., nad brzegiem jeziora Sinaniszkiego, w pobliżu szczytu Sinanica.
Schronisko zostało wybudowane w latach 1975-77 przez firmę Pirin mającą siedzibę w Kresnej.
Jest to budynek dwupiętrowy, o pojemności 50 miejsc. Posiada kuchnię, magazyn i sypialnie dla turystów. Oferuje wodę bieżącą, prąd; pomieszczenia są ogrzewane generatorami. Funkcjonują wewnętrzne węzły sanitarne. Przy schronisku znajduje się pole biwakowe działające w sezonie letnim.

## Szlaki turystyczne
Punkty wyjściowe:
- miasto Kresna
- miasto Bansko

Sąsiednie obiekty turystyczne:
- schronisko Wichren – 3,5 godz.
- miejsce Wyrbite – 5,5 godz. przez schronisko Lagera i miejsce Pesztera
- zespół schronisk Spano pole – 2 godz.
- schronisko Jane Sandanski – 4 godz.

Krótkie wycieczki:
- szczyt Sinanica przez siodło górskie Sinaniszka porta – 1 godz.
- jeziora Gergijskie – 1,15 godz.
- szczyt Gergijca – 1 godz.